# Darko Spalević
Darko Spalević (serb. cyr. Дарко Спалевић, ur. 24 marca 1977 w Vučitrnie) – serbski piłkarz grający na pozycji napastnika w serbskim klubie FK Kragujevac. Były młodzieżowy reprezentant Jugosławii.

## Sukcesy

### Klubowe
Łokomotiw Płowdiw
- Mistrzostwo Bułgarii: 2003/2004

Slavija Sarajewo
- Zdobywca Pucharu Bośni i Hercegowiny: 2008/2009

Radnički Kragujevac
- Mistrzostwo Srpskiej Ligi Zachód: 2016/2017

### Indywidualne
- Król strzelców Premijer ligi: 2007/2008 (18 goli), 2008/2009 (17 goli)
- Król strzelców Super ligi: 2011/2012 (19 goli)
- Jedenastka sezonu Super ligi Srbije: 2011/2012